# Anke Huber
Anke Huber (født 4. december 1974 i Bruchsal, Tyskland) er en tidligere tysk kvindelig professionel tennisspiller.
Huber blev professionel i 1990 og vandt tolv WTA-titler i single og en i double i løbet af sin tenniskarriere som varede til 2001. I 1996 var hun nummer fire på ranglisten over verdens bedste kvindelige singlespillere. Hun vandt aldrig nogen Grand Slam-turnering men hun var i finalen i Australian Open i 1996, hun tabte til Monica Seles med 4-6, 1-6.